# Kim Ae-ran

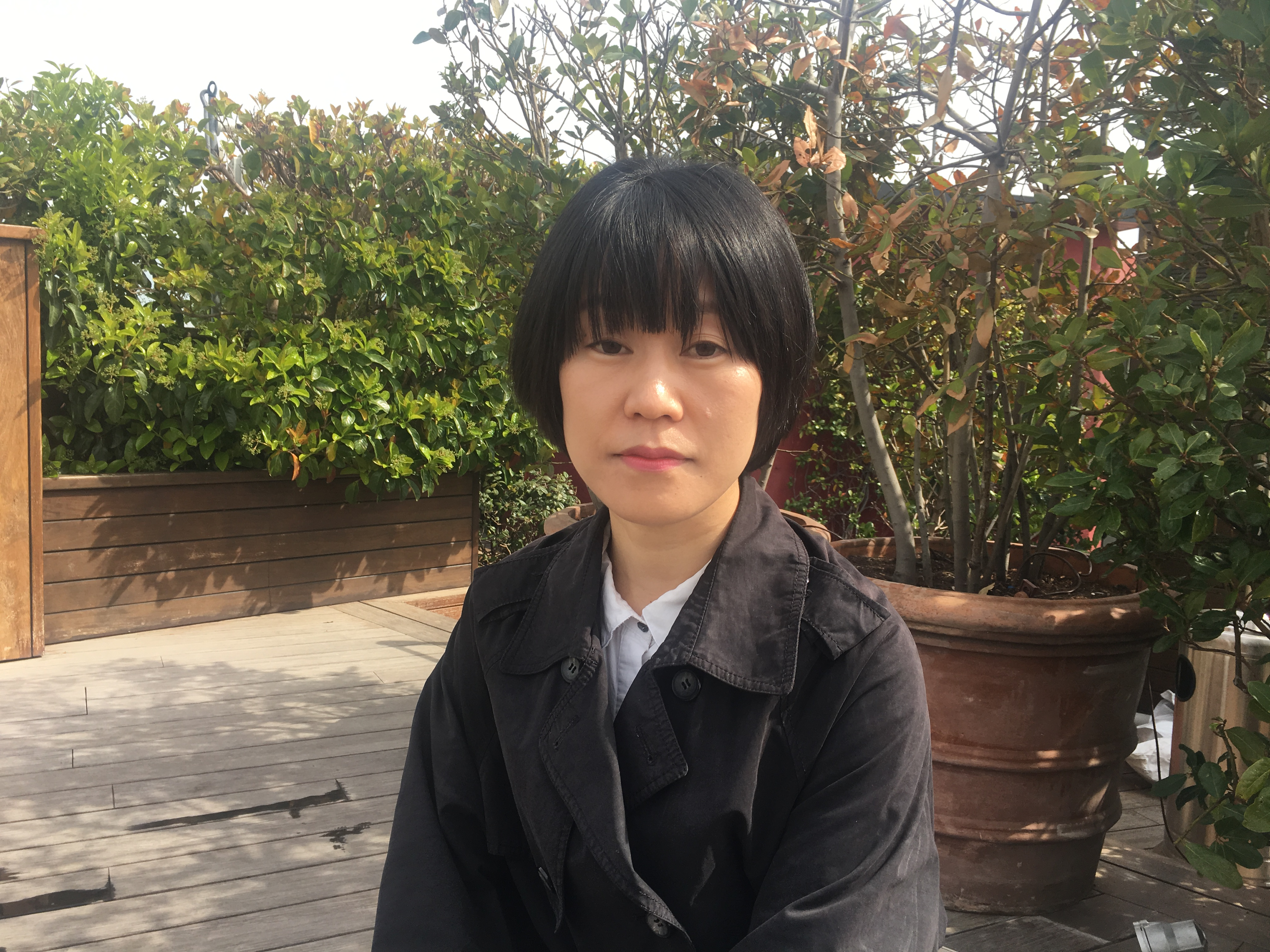
Kim Ae-ran

Kim Ae-ran (* 1980 in Incheon) ist eine südkoreanische Schriftstellerin.

## Leben
Kim Ae-ran wurde 1980 in Incheon geboren. Ihre Sammlung von Kurzgeschichten Lauf, Pappa! (달려라 아비) wurde 2005 mit dem Hankook-Ilbo-Literaturpreis ausgezeichnet. Zu diesem Zeitpunkt war Kim fünfundzwanzig Jahre alt und damit die jüngste Preisträgerin überhaupt. Aus dem Sammelband 2008 wurde ihre Geschichte Schwerthieb (칼자국) mit dem Lee-Hyo-seok-Literaturpreis ausgezeichnet, ebenfalls als jüngste Preisträgerin.
Die Personen in Kims Geschichten sind junge Menschen in ihren Zwanzigern, die vom Land nach Seoul ziehen. Nachdem Industrialisierung und Urbanisierung in den 1960er Jahren begonnen hatten, beschäftigte sich koreanische Literatur regelmäßig mit jungen Menschen, die ihrer Heimat den Rücken zukehren, um nach Seoul zu gehen. Obwohl dieser Trend weiter anhält, so nahm doch das literarische Interesse daran ab. Kim verbrachte den Großteil ihrer Kindheit in einem kleinen Dorf namens Sŏsan und zog erst in ihren Zwanzigern nach Seoul. Charaktere und Themen ihrer Erzählungen spiegeln ihre eigenen Erfahrungen auf dem Land und tragen daher realistische Züge.
Ursprünglich studierte sie Dramatik an der Universität. Ihre mit Witz und Humor geschilderten Beobachtungen von Menschen und Situationen an der Universität machen Kims Werke unterhaltsam.

## Arbeiten

### Koreanisch

#### Kurzgeschichten-Sammlungen
- 달려라, 아비 Lauf, Papa! (2005)
- 침이 고인다 Das Wasser läuft im Mund zusammen (2007)
- 비행운 Flugzeugstreifen am Himmel (2012)

#### Veröffentlichte Kurzgeschichten
- 노크하지 않는 집 Das Haus, an das keiner klopfte (2003)
- 성탄특선 Weihnachtsspezial  (2006)
- 침이 고인다 Das Wasser läuft im Mund zusammen (2007)
- 칼자국 Schwerthieb (2008)
- 벌레들 Würmer (2009)
- 큐티클 Nagelhaut (2009)
- 너의 여름은 어떠니 Wie ist dein Sommer? (2009)
- 네모난 자리들 Viereckige Räume (2010)
- 물 속 골리앗 Goliath im Wasser (2010)
- 여름의 풍속 Sommerwind (2011)

### Übersetzungen

#### Deutsch
- Goliath im Wasser (물 속 골리앗), übersetzt von David Renz, in: Hefte für ostasiatische Literatur 54 (Mai 2013) ISSN 0933-8721

- Lauf, Vater, lauf (달려라, 아비), übersetzt von Inwon Park (2014), ISBN 978-3-944751-02-3

- Mein pochendes Leben (두근 두근 내 인생), übersetzt von Sebastian Bring (2017), ISBN 978-3-944751-12-2

#### Französisch
- Cours papa, cours! (달려라, 아비), Decrescenzo (2012)

#### Katalanisch
- Corre, pare, corre! (달려라, 아비) Godall Edicions (2017), ISBN 978-84-945094-7-6. (Vorstellung)

#### Spanisch
- ¡Corre, papá, corre! (달려라, 아비) Godall Edicions (2018).

## Auszeichnungen
- 2002: 제1회 대산대학문학상 소설부문 (Literaturpreis der Taesan Universität in der Kategorie Erzählende Literatur)
- 2005: 제38회 한국일보 문학상 (Hankook-Ilbo-Literaturpreis)
- 2008: 오늘의 젊은 예술가상 (Preis für junge Künstler von heute)
- 2008: 제9회 이효석문학상 (Lee-Hyo-seok-Literaturpreis)
- 2009: 제27회 신동엽창작상 (Sin Tong-yŏp Romanpreis)
- 2010: 제4회 김유정문학상 (Kim Yu-jŏng-Literaturpreis)
- 2011: 제2회 젊은작가상 (Preis für junge Schriftsteller)
- 2013: 제37회 이상문학상 대상 (37. Yi-Sang-Literaturpreis)
- 2013: 제18회 한무숙문학상 (18. Han-Mu-suk-Literaturpreis)
- 2014: Prix de l'Inaperçu Étranger[2]